# إيوارت سي. أتكينسون
إيوارت سي. أتكينسون هو سياسي كندي، ولد في 26 مايو 1892 في Rusagonis-Waasis ‏ في كندا، وتوفي في 29 سبتمبر 1967. نشط حزبياً في الحزب التقدمي المحافظ في نيو برونزويك ‏. وقد انتخب عضو الجمعية التشريعية لنيو برونزويك ‏.